# Schougska handelsgården
Schougska handelsgården i Nya staden i Lidköping är en av de bäst bevarade handelsgårdarna i landet. Gården byggdes ursprungligen omkring 1790 av köpmannen P.S. Calaminus. År 1833 moderniserades handelsgården av den dåvarande ägaren J.P. Schoug som också har givit namn åt platsen. Den senaste restaureringen av byggnaderna gjordes 1971.
Idag finns det bland annat en bank, ett galleri, bostäder och affärer i fastigheten.